# Love? (албум)
Love? (на български: Любов?) е седмият студиен албум на американската певица и актриса Дженифър Лопес, издаден през април 2011 г. Включва в себе си 12 музикални изпълнения, три от които са хитовите сингли „On the Floor“, „I'm Into You“ и „Papi“.

## Списък с песните

### Оригинален траклист
1. On the Floor (с Питбул) – 4:27
2. Good Hit – 4:04
3. I'm Into You (с Лил Уейн) – 3:20
4. (What Is) Love? – 4:26
5. Run the World – 3:55
6. Papi – 3:43
7. Until It Beats No More – 3:52
8. One Love – 3:54
9. Invading My Mind – 3:20
10. Villain – 4:03
11. Starting Over – 4:02
12. Hypnotico (бонус трак) – 3:35

### iTunes Store издение
1. On the Floor (с Питбул) (радио редактиран) – 3:50

### Делукс и Glitterati издание
1. Everybody's Girl – 3:28
2. Charge Me Up – 3:58
3. Take Care – 2:56
4. Ven a Bailar (с Питбул) – 4:27

### iTunes Store делукс издение
1. On the Floor (с Питбул) (радио редактиран) – 3:50
2. On the Floor (с Питбул) (видеоклип) – 4:21

### Spotify делукс издение
1. On the Floor (Low Sunday "On the Floor" радио редактиран) (с Питбул) – 3:50

### Японско издение
1. On the Floor (с Питбул) (CCW Remix) – 3:44

### Glitterati издение
1. On the Floor (с Питбул) (Ralphi's Jurty Club Vox) – 8:43
2. On the Floor (с Питбул) (CCW Club Mix) – 6:26
3. On the Floor (с Питбул) (Low Sunday On The Floor Club) – 6:22
4. On the Floor (с Питбул) (Mixin Marc & Tony Svejda LA To Ibiza Mix) – 6:40